# IC 4925
IC 4925 — галактика типу S? (спіральна галактика) у сузір'ї Телескоп.
Цей об'єкт міститься в оригінальній редакції індексного каталогу.